# 扁鬚西海鯰
扁鬚西海鯰為輻鰭魚綱鯰形目海鯰科的其中一種，分布於東太平洋區，從墨西哥至祕魯半鹹水水域、海域，體長可達45公分，棲息在沿海、河口區，屬肉食性，可作為食用魚。